# Teguise
Teguise ist eine der sieben Gemeinden der Kanareninsel Lanzarote und der Name ihres zentral gelegenen Verwaltungssitzes, der ehemaligen Inselhauptstadt mit 1.625 Einwohnern (2008) (gesamte Gemeinde 23.848 Einwohnern (Stand: 2024)). 1852 wurde Teguise als Inselhauptstadt durch den aufstrebenden Küstenort Arrecife ersetzt. Der gesamte Gemeindebezirk erstreckt sich auf 263,98 Quadratkilometern von der Ost- zur Westküste Lanzarotes. Auch die Inseln des nördlich vor Lanzarote liegenden Chinijo-Archipels (namentlich La Graciosa sowie die unbewohnten Inseln Alegranza, Montaña Clara, Roque del Este und Roque del Oeste) gehören zur Gemeinde Teguise.

## Geschichte

Blick auf Teguise vom Castillo de Santa Barbara

Teguise wurde um 1406 durch Maciot de Béthencourt, einem Verwandten des aus der Normandie stammenden französischen Eroberers Jean de Béthencourt, als Kolonialstadt unter dem Namen Gran Aldea de Acatife gegründet. Später wurde sie nach der Geliebten von Maciot, Teguise, der Tochter von Luis de Guardafía, dem letzten indigenen Herrscher der Insel, benannt.
Im Jahre 1586 plünderte der nordafrikanische Pirat Morato Arraez die Stadt, ermordete zahlreiche Bewohner oder machte sie zu Sklaven, nachdem er zuvor Arrecife gebrandschatzt hatte. Die Callejon de Sangre (Blutgasse) hinter der Pfarrkirche erinnert noch heute mit einer Gedenktafel an diese Tragödie. Bis ins 18. Jahrhundert wurden rund zwanzig Raubzüge gezählt. Überfälle dauerten bis ins Jahr 1618 an, als noch einmal nordafrikanische Piraten die Stadt in Schutt und Asche legten. Das auf dem 435 Meter hohen Vulkan Guanapay errichtete Castillo de Santa Bárbara war als Schutz gegen diese Überfälle nutzlos. 

## Kultur und Sehenswürdigkeiten

### Kirchen

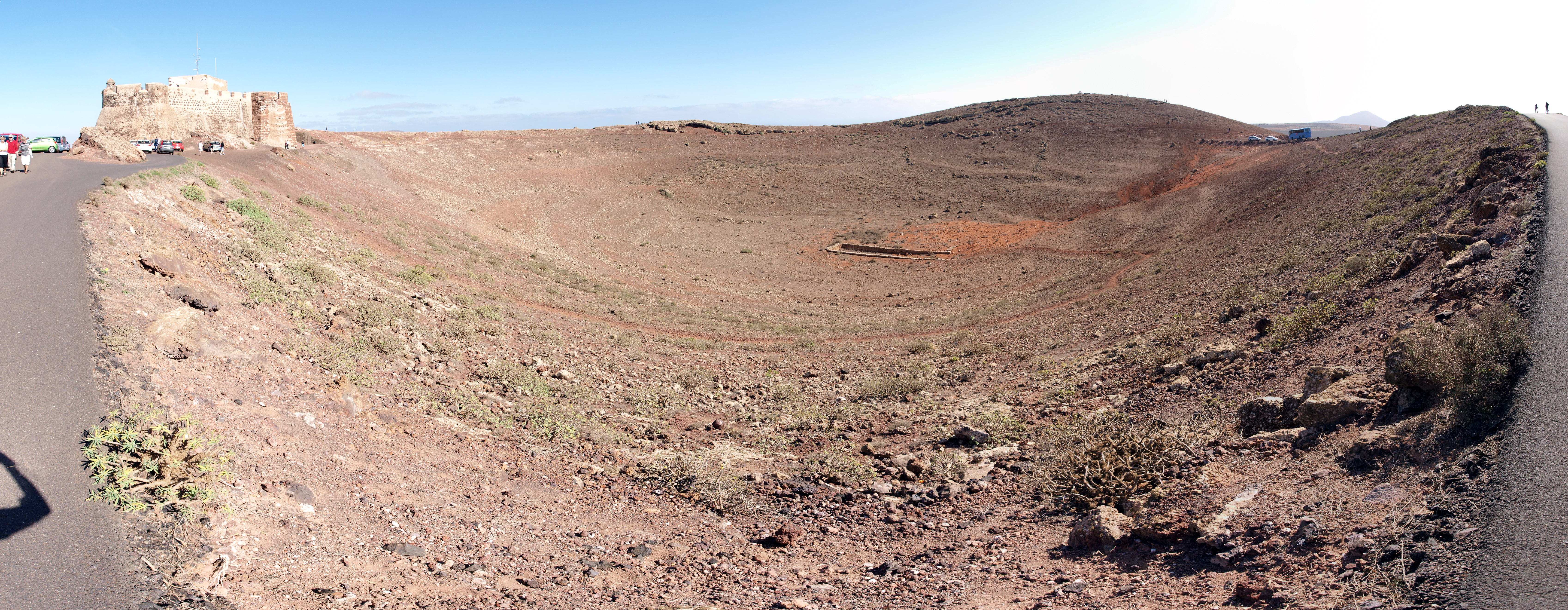
Teguise liegt am Fuße des Vulkans Guanapay. Das Bild zeigt den Krater mit dem Castillo de Santa Bárbara am Kraterrand.

Die Kirche Nuestra Señora de Guadalupe wurde ursprünglich 1428 erbaut und steht an der zentralen Plaza de la Constitución mit Palmen, Indischen Lorbeerbäumen und Araukarien. Sie wurde bei Piratenüberfällen mehrmals zerstört. 1909 richtete ein Brand großen Schaden an, auch die Archive der Pfarrei Teguise verbrannten. Das neogotische Gebäude ist dreischiffig. Sein Wahrzeichen ist der Glockenturm aus rotem Vulkangestein.
Prunkstück der im 17. Jahrhundert erbauten Kirche Ermita del Santísimo Cristo de la Vera Cruz ist die aus Portugal stammende Christusstatue über dem Altar.
Das Kloster Convento de Santo Domingo des Dominikanerordens wurde 1698 durch Capitán Rodriguez Carrasco gegründet. Über der rechten Tür befinden sich in rotem Stein die Symbole des Ordens. Die Kirche ist zweischiffig. Heute dient sie als Galerie für zeitgenössische Kunst, in der nationale Künstler ihre Werke ausstellten.
Die zweischiffige Kirche San Francisco wurde wahrscheinlich am 26. April 1590 der Madre de Dios de Miraflores geweiht. 1618 fiel das ehemalige Franziskanerkloster (Convento de San Francisco), zu dem die Kirche gehörte, einem Piratenüberfall zum Opfer. Mit Spenden konnte die zweischiffige Kirche wieder aufgebaut werden, mit besonders schönem Portal und Holzdecke. Heute ist sie ein Kulturzentrum für Konzerte und Ausstellungen.

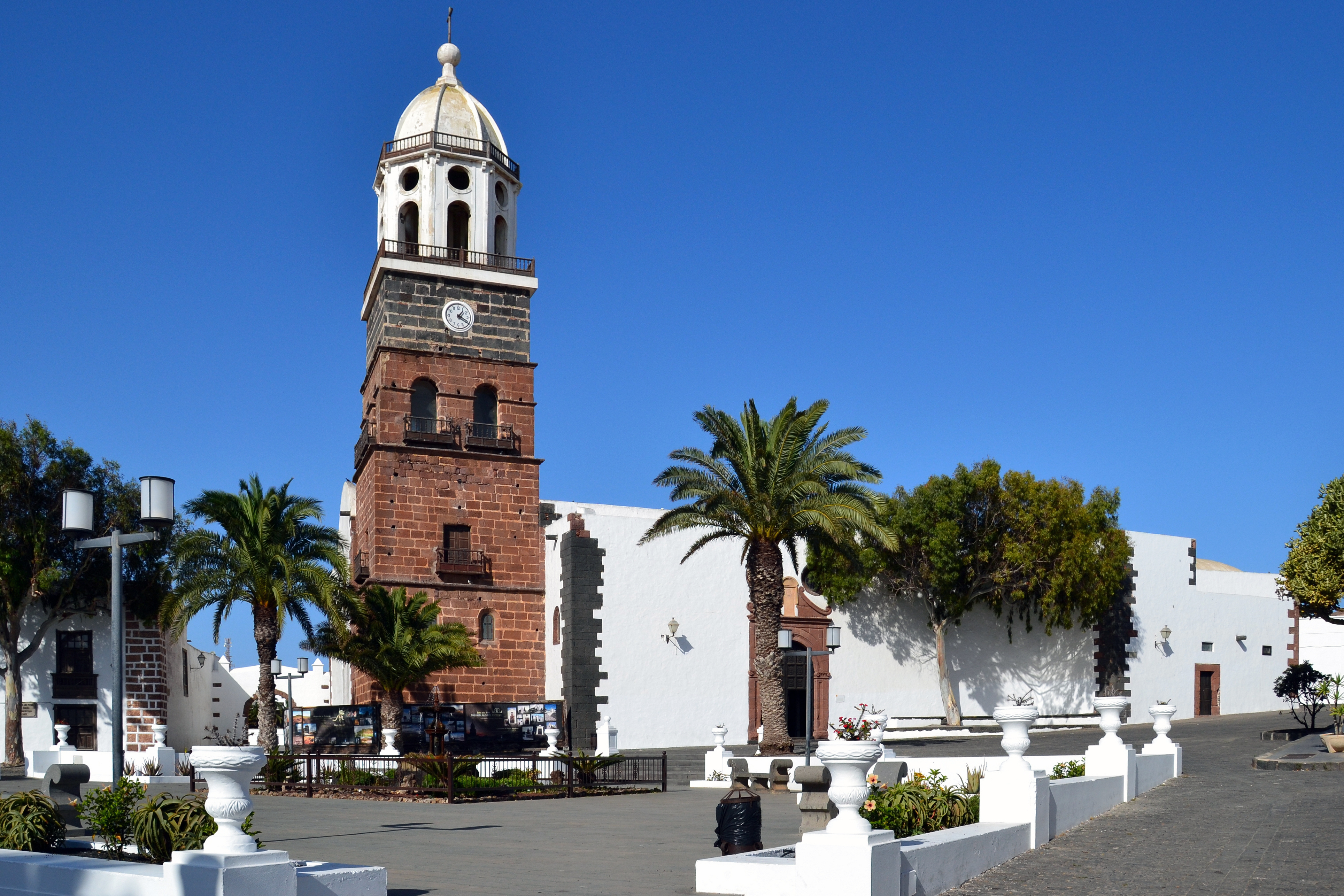
Iglesia Nuestra Señora de Guadalupe
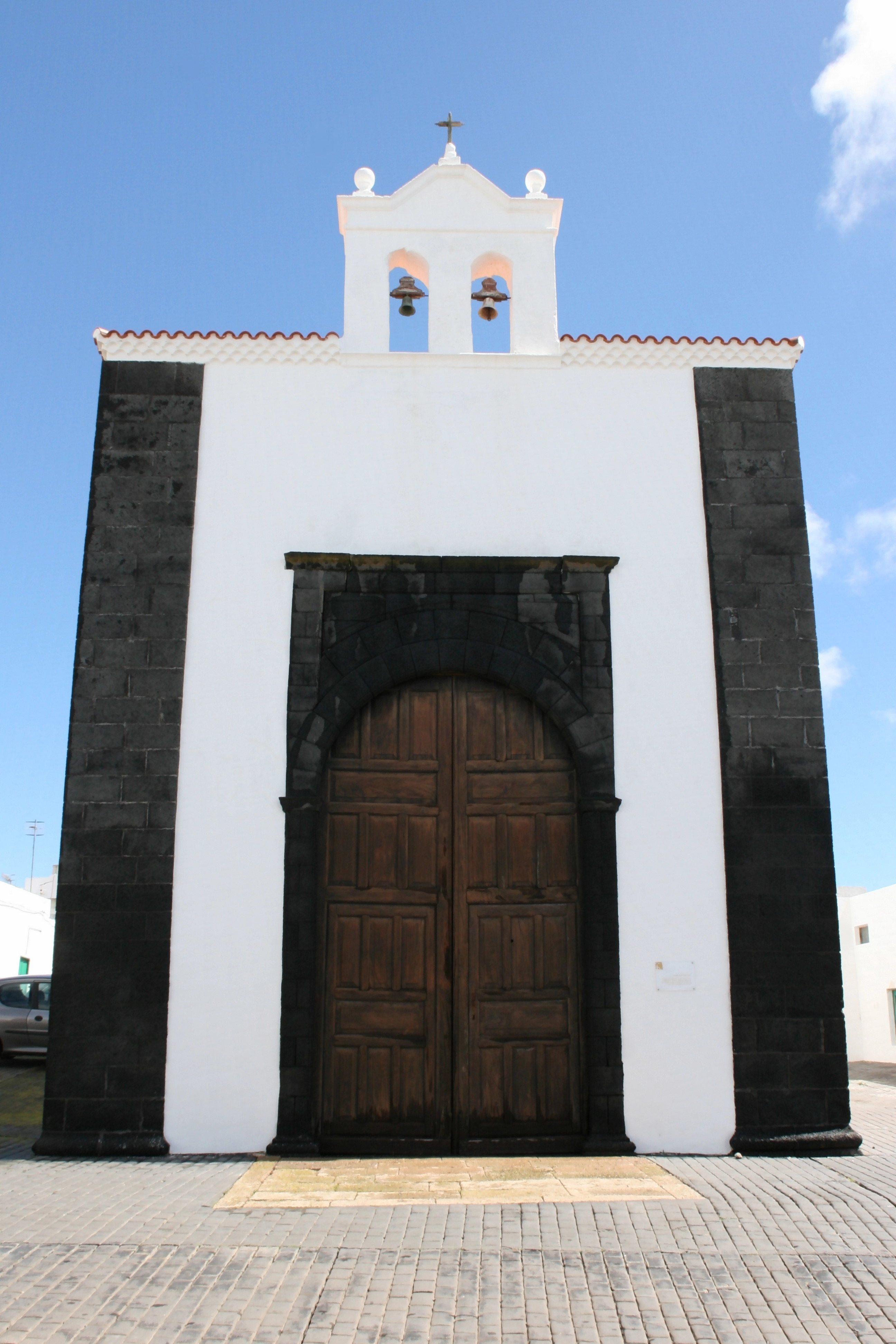
Ermita del Santísimo Cristo de la Vera Cruz
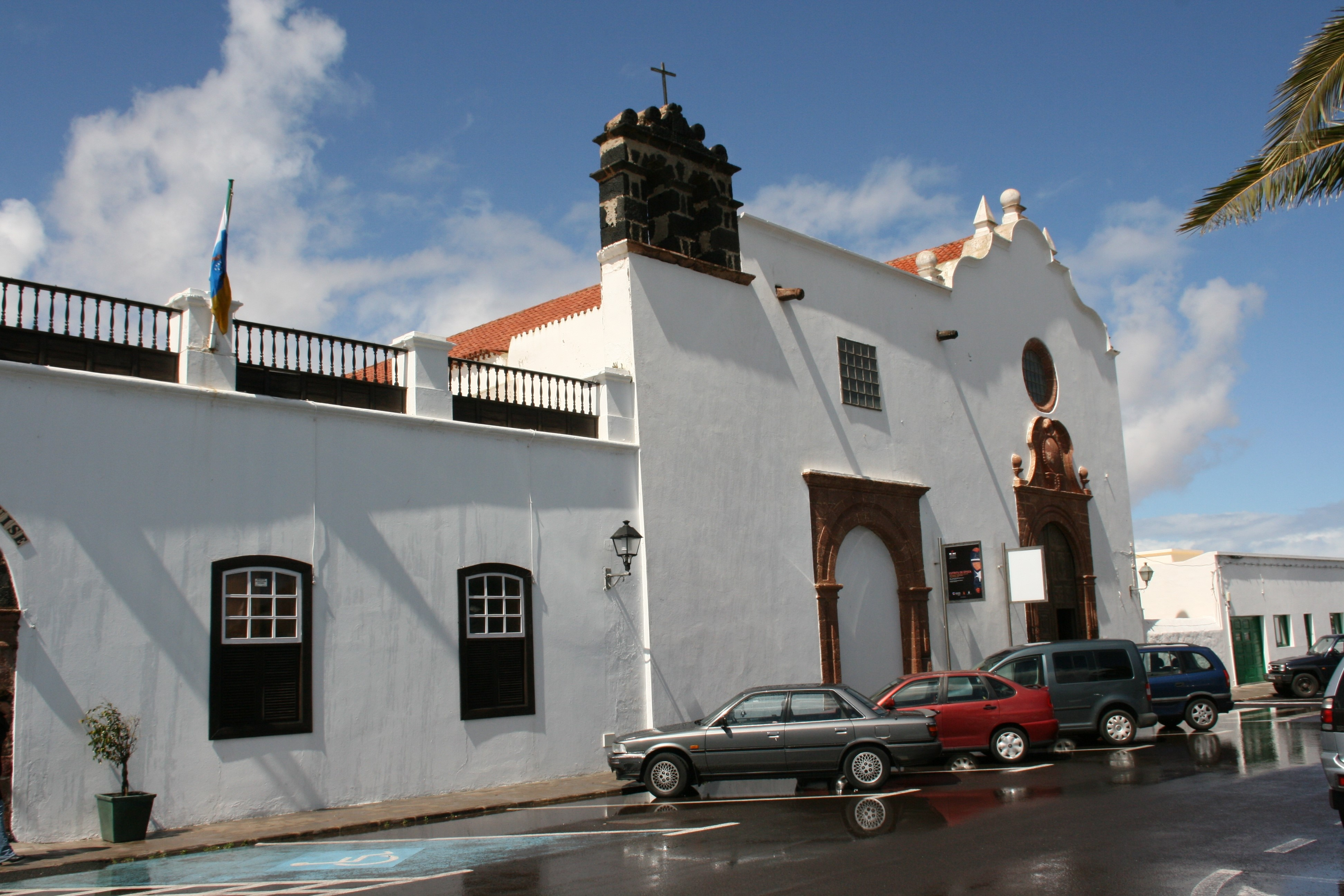
Kloster Convento de Santo Domingo
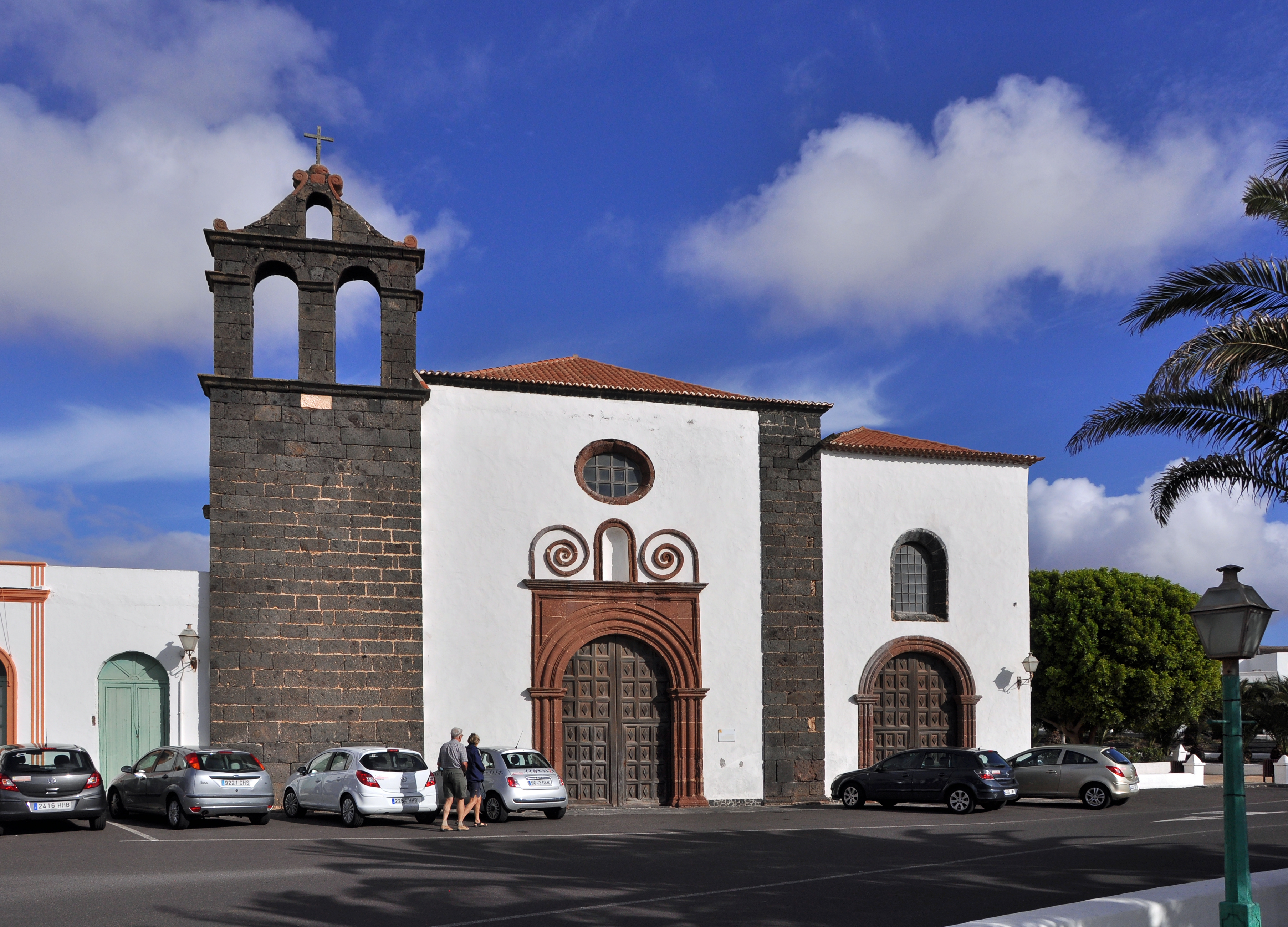
Iglesia San Francisco

### Weitere Bauwerke
Hinter der Kirche Nuestra Señora de Guadalupe befindet sich die Zisterne Mareta. Sie wurde 1992 renoviert und ist mit 40 Metern Durchmesser und neun Metern Tiefe die größte Zisterne Lanzarotes. In den Gängen unter dem Platz wurde das vom Vulkan Guanapay herabfließende Regenwasser gesammelt. Die Katakomben aus Lavagestein mit einem gewaltigen Kanalsystem sind nicht zugänglich.
In dem Zehnthaus La Cilla musste die Bevölkerung zehn Prozent ihrer Ernte an die Kirche abliefern.
Gegenüber der Pfarrkirche Nuestra Señora de Guadalupe steht das Museo Palacio Spinola. José Feo Peraza ließ den Palast, vor dem zwei Steinlöwen stehen, zwischen 1730 und 1780 erbauen. Bis 1974 wurde er von Adelsfamilien bewohnt und anschließend von César Manrique restauriert. Fassade, steinerne Vortreppe, die Kapelle im Innenbereich, die großen Säle, Innenhöfe und Zisternen spiegeln die politische und militärische Macht der Familie wider. Heute ist er die offizielle Residenz des Präsidenten der Kanarischen Inseln und wird für repräsentative Zwecke genutzt.
Im Museo Sacro direkt bei der Kirche San Francisco werden seit 1998 etwa 70 Exponate aus Kirchen und Klöstern von Teguise ausgestellt.
In Teguise stehen einige Herrenhäuser. Äußerlich geschlossen, mit typischen Klappläden, befinden sich im Inneren hohe Wohnräume um einen Patio.

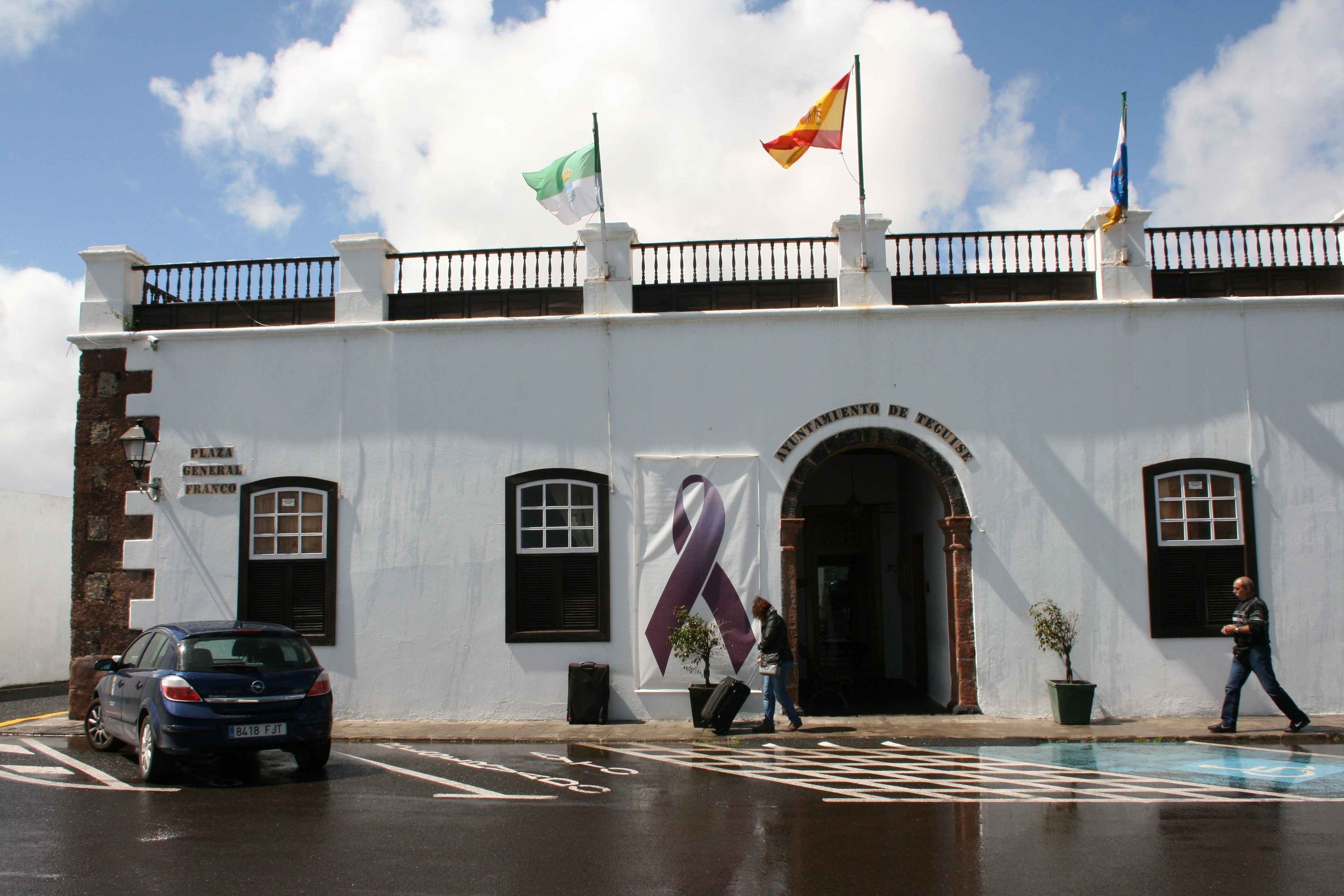
Rathaus von Teguise
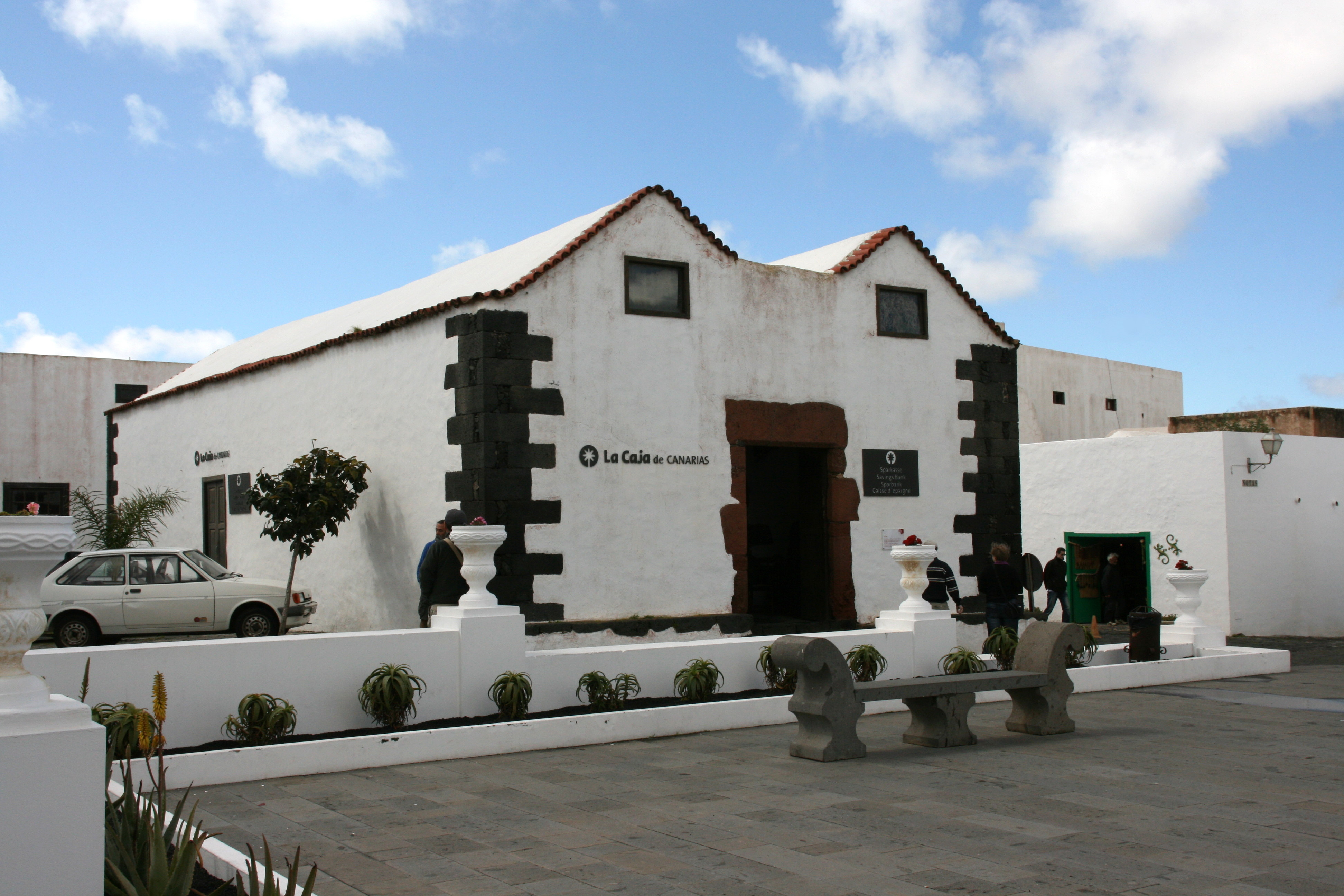
Ehemaliges Zehnthaus La Cilla
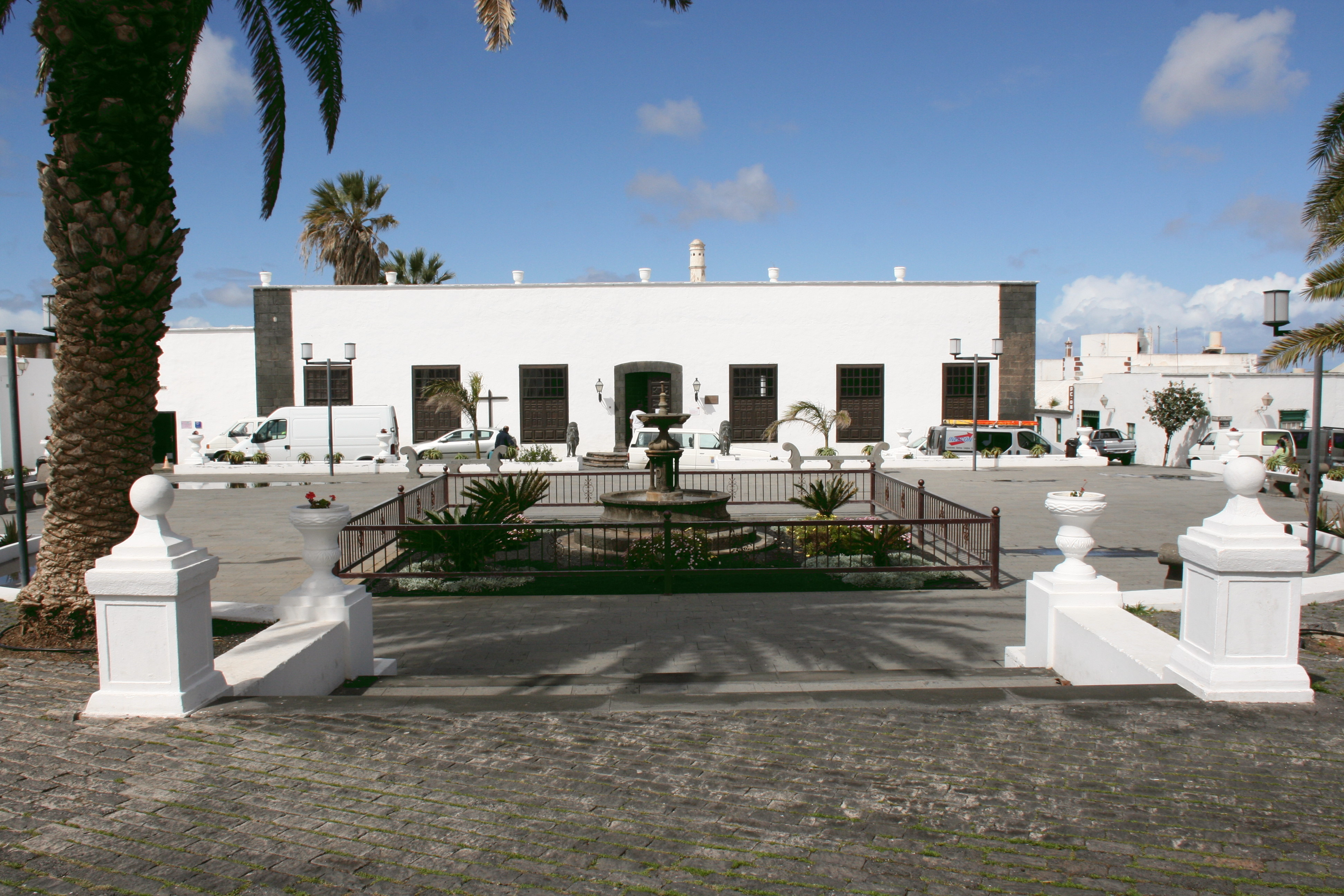
Museo Palacio Spinola
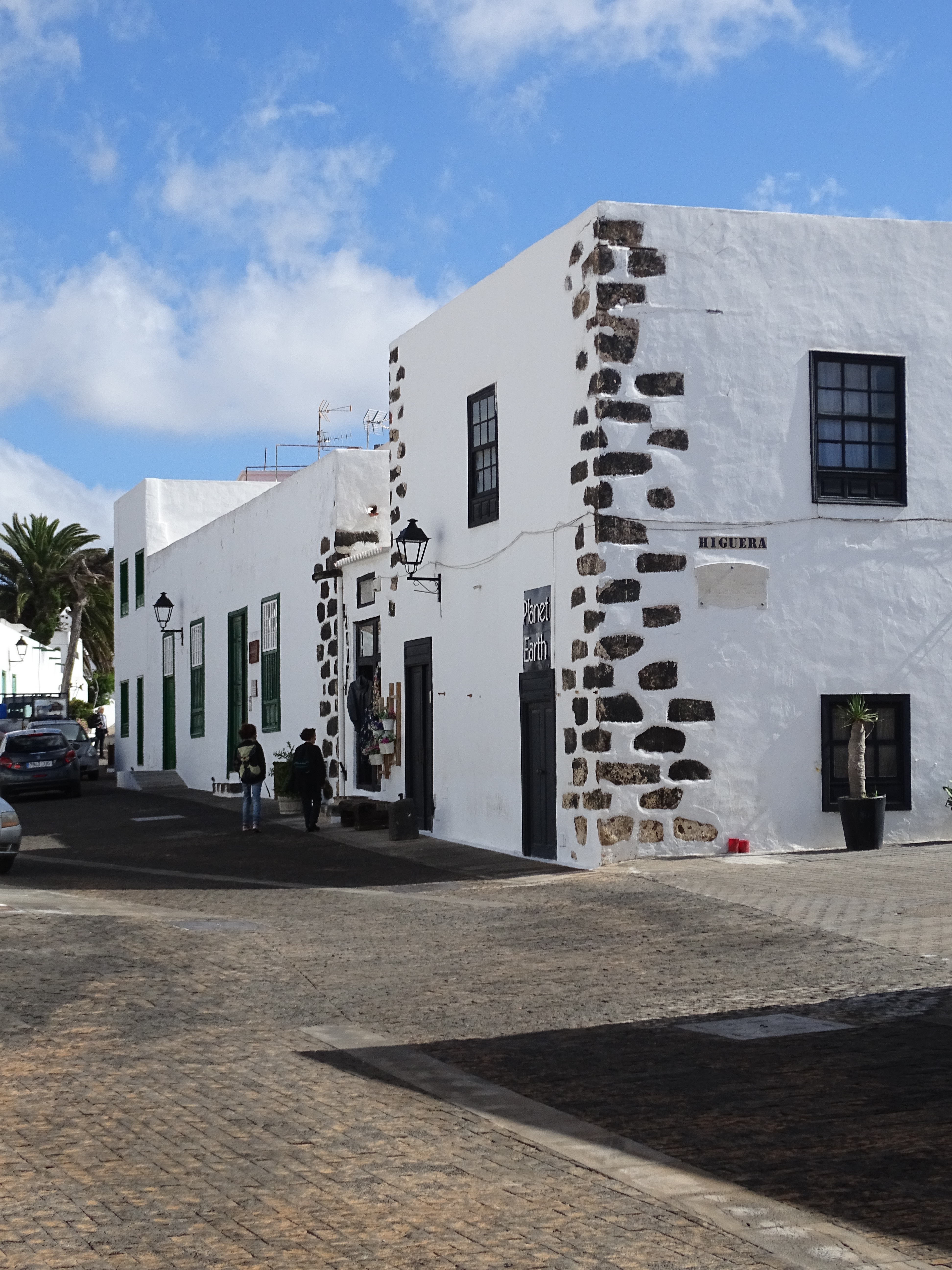
Ortstypische Hausarchitektur

### Handwerk

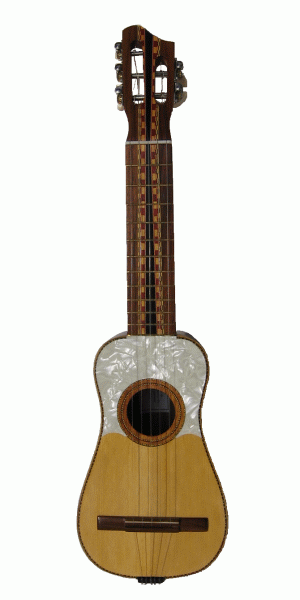
Timple

Teguise gilt als Ursprung der Timple, einem traditionellen kleinen Saiteninstrument. In Teguise arbeiten noch heute mehrere Timplebauer. Eine Werkstatt befindet sich in der Kunsthandwerkschule Escuela de Artesana, nahe der Kirche Vera Cruz. Das 2011 eingerichtete Casa-Museo del Timple im Palacio Spinola an der Plaza de la Constitución ist diesem Instrument gewidmet.

### Sonstiges

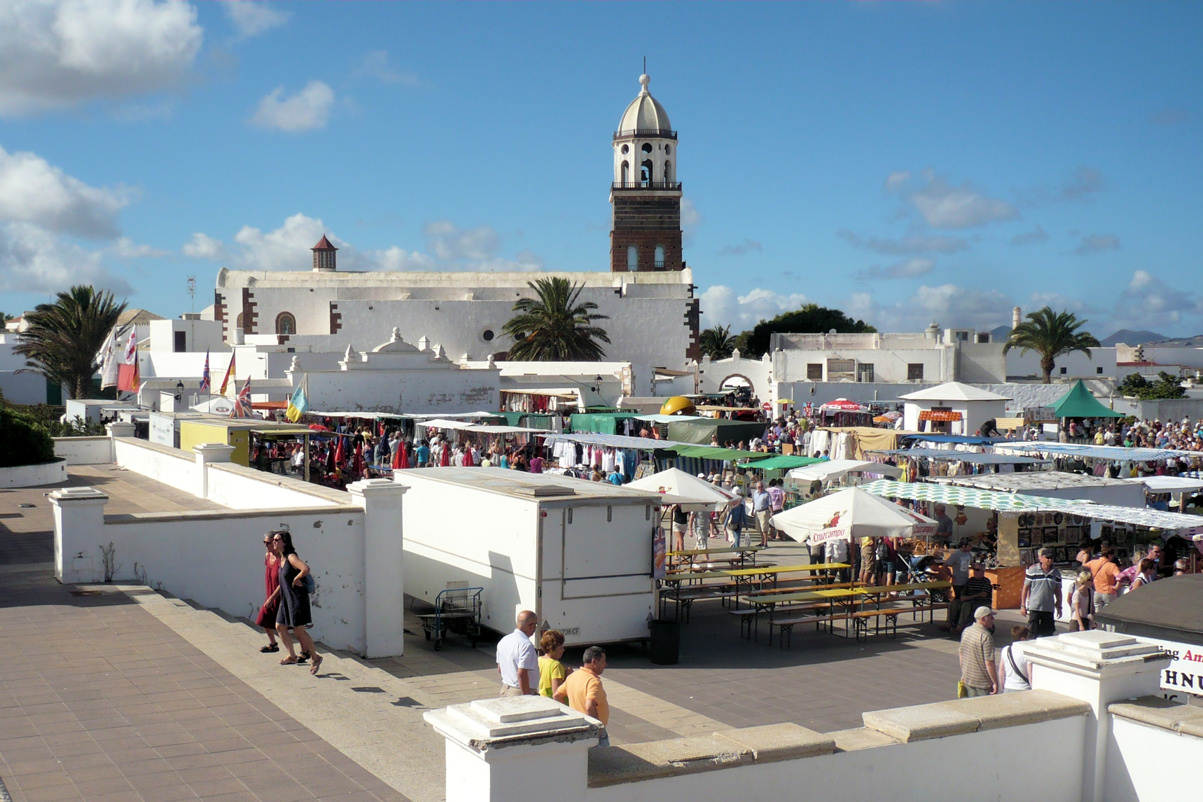
Markttag in Teguise

Vor einigen Jahren ließ der damalige Bürgermeister Martin das rund 300 Jahre alte, großflächige Pflaster in den Gassen von Teguise mit Beton übergießen. Diese „Modernisierung“ wird inzwischen sehr bedauert. Die Altstadt steht seit 1980 unter Denkmalschutz.
Teguise ist eine wohlhabende kleine Stadt geblieben und eine der meistbesuchten Städte der Insel. Traditionell ist sonntags von 9 bis 14 Uhr Markt, der vor allem bei Touristen sehr beliebt ist.

## Orte der Gemeinde
Die Einwohnerzahlen in Klammern stammen aus dem Jahr 2008.
- Costa Teguise (6.324)
- Tahíche (3.751)
- Villa de Teguise (1.625)
- Guatiza (847)
- Nazaret (925)
- Caleta de Famara (837)
- La Graciosa (648)
- Sóo (615)
- Tao (561)
- Los Valles (409)
- Mozaga (376)
- Muñique (366)
- Tiagua (308)
- Teseguite (284)
- Los Cocoteros (256)
- Las Caletas (138)
- El Mojón (107)
- Las Cabreras (106)
- Caleta de Caballo (126)
- Tomaren (61)
- Las Laderas (58)
- Los Ancones (44)
- Charco del Palo (26)

## Persönlichkeiten
- Miguel Ángel Martín Duque (* 2007), Handballspieler
- José Clavijo y Fajardo (1726–1806), Publizist und Schriftsteller